# (21801) Ančerl
(21801) Ančerl, désignation internationale (21801) Ancerl, est un astéroïde de la ceinture principale.

## Description
(21801) Ancerl est un astéroïde de la ceinture principale. Il fut découvert le 2 octobre 1999 à l'Observatoire d'Ondřejov par Lenka Šarounová. Il présente une orbite caractérisée par un demi-grand axe de 2,39 UA, une excentricité de 0,09 et une inclinaison de 5,4° par rapport à l'écliptique.
Cet astéroïde est nommé en l'honneur du chef d'orchestre tchécoslovaque Karel Ančerl (1908-1973).

## Compléments